# Tankograd
|  | Denne artikel er oprettet af botten PalnaBot ud fra en ekstern database. Den kan derfor have sproglige fejl eller mangler. Denne skabelon kan fjernes efter kontrol af indholdet. |

Tankograd er en dokumentarfilm fra 2010 instrueret af Boris Benjamin Bertram efter manuskript af Boris Benjamin Bertram.
Musikken er skrevet af Ghost Society og Sara Savery.

## Handling
'Tankograd' følger et professionelt dansekompagni i en af verdens mest radioaktivt forurenede byer, Chelyabinsk, hvor gennemsnitslevealderen er blot 51 år. Om dagen lever danserne deres drømme ud gennem moderne dans. Om natten overlever de ved at forvandle sig til sexede gogo-dansere på natklubben The Black Hole, der ejes af den russiske mafia. Det er en film om fortrængning og tilgivelse, om håb og overlevelse i et hastigt forandrende Rusland, hvor den menneskelige ytringsfrihed bliver begrænset dag for dag.